# Pulleniatina
Pulleniatina es un género de foraminífero planctónico de la familia Pulleniatinidae, de la superfamilia Globorotalioidea, del suborden Globigerinina y del orden Globigerinida. Su especie tipo es Pullenia obliquiloculata. Su rango cronoestratigráfico abarca desde el Messiniense (Mioceno superior) hasta la Actualidad.

## Descripción
Pulleniatina incluye especies con conchas globigeriniformes a oviformes, inicialmente trocoespiraladas y finalmente estreptoespiraladas, con tendencia a hacer planiespiraladas; sus cámaras son globulares fuertemente abrazadoras, creciendo en tamaño de manera rápida; sus suturas intercamerales son incididas en el estadio globigeriniforme inicial, y niveladas u ocultadas en el estadio adulto; su contorno ecuatorial es ovalado y ligeramente lobulado; su periferia es ampliamente redondeada; su ombligo es moderadamente amplio y profundo, generalmente tapado por prolongación de la última cámara; su abertura principal es interiomarginal, espiroumbilical a ecuatorial extraumbilical, con forma de arco amplio; presentan pared calcítica hialina, reticulada con poros en copa en el estadio juvenil, pero lisa y secundariamente engrosada en el estadio adulto formando una costra calcítica que reduce el tamaño del poro, con tubérculos en el área umbilical.

## Discusión
Clasificaciones posteriores han incluido Pulleniatina en la superfamilia Globigerinoidea.

## Ecología y Paleoecología
Pulleniatina incluye foraminíferos con un modo de vida planctónico (herbívoro), de distribución latitudinal cosmopolita, preferentemente tropical-subtropical, y habitantes pelágicos de aguas profundas (medio mesopelágico inferior a batipelágico superior).

## Clasificación
Pulleniatina incluye a las siguientes especies:
- Pulleniatina finalis
- Pulleniatina obliquiloculata
- Pulleniatina praecursor
- Pulleniatina primalis
- Pulleniatina spectabilis

Otras especies consideradas en Pulleniatina son:
- Pulleniatina alticuspis
- Pulleniatina mayeri
  - Pulleniatina mayeri juvenis
  - Pulleniatina mayeri plana
  - Pulleniatina mayeri polygonia
  - Pulleniatina mayeri umbilicata
- Pulleniatina okinawaensis
- Pulleniatina praepulleniatina
- Pulleniatina praespectabilis
- Pulleniatina semiinvoluta
- Pulleniatina trochospira